# Zofia Skarżyńska
Zofia Matylda Wanda Skarżyńska z Bartelmusów (ur. 12 grudnia 1884 we Lwowie, zm. 27 lutego 1925 w Przemyślu) – polska działaczka społeczna i narodowa, przewodnicząca Narodowej Organizacji Kobiet w Dobromilu.

## Życiorys
Była córką Ludwika Bartelmusa i Matyldy z Burianów. 27 lutego 1908 w Katedrze Wniebowzięcia NMP i św. Jana Chrzciciela w Przemyślu wyszła za mąż za Adama Wincentego Bończa-Skarżyńskiego (1880-1954), podówczas cesarsko-królewskiego praktykanta konceptowego, a następnie starostę dobromilskiego. Działała na niwie narodowej i społecznej w Przemyskiem. Była sekretarzem Koła Pań i koła Towarzystwa Szkoły Ludowej im. Henryka Sienkiewicza w Przemyślu. Przewodniczyła kołu Narodowej Organizacji Kobiet w Dobromilu. Należała do Towarzystwa św. Wincentego á Paulo. Angażowała się przede wszystkim w akcje mające służyć pomocy osobom ubogim.
Zmarła 27 lutego 1925. Została pochowana na Cmentarzu Głównym w Przemyślu (kwatera 15-3-9).